# The Final Fantasy Legend
The Final Fantasy Legend (魔界塔士 Sa・Ga?, Makai Toushi Sa·Ga) è un videogioco di ruolo alla giapponese sviluppato da Square, uscito nel 1989 per la console Game Boy e primo capitolo della serie spin-off SaGa.
Nonostante il titolo originale fosse SaGa: Guerriero della torre del regno dei demoni, il gioco è uscito in occidente sotto il marchio Final Fantasy per ragioni di marketing, nonostante si discosti parecchio dalla serie principale.
Successivamente, il gioco è stato pubblicato anche per alcuni smartphone, cosa accaduta anche con i due seguiti.

## Trama
L'avventura si svolge in un mondo fantasy, costruito su più livelli sovrapposti tra loro, e dominato da una misteriosa torre che si dice raggiunga il Paradiso.
Quattro giovani si trovano ai piedi dell'immensa torre per scalarla, attraversando vari mondi nella speranza di raggiungerne la vetta. I tre mondi che i protagonisti attraverseranno sono molto diversi tra loro, con una propria precisa cosmologia e struttura, e sono: un immenso arcipelago tropicale, un mondo costruito sulle nuvole del cielo e una città distrutta da una catastrofe nucleare. Oltre a questi si attraversano anche alcuni spazi intermedi tra le terre.
In ognuno di questi piani, gli eroi devono affrontare uno dei servitori del malvagio demone Ashura.

## Modalità di gioco
Lo stile di gioco è più simile ai GDR tradizionali, in cui già dai primi momenti di gioco viene data per il protagonista la scelta di razza, sesso e nome.
Le razze sono tre, ognuna con proprie regole di avanzamento e capacità uniche:
Umanidispongono di più HP e forza dei mutanti, ma meno agilità e possiedono il maggior numero di spazi liberi nel proprio inventario in cui disporre armi, oggetti, ecc. Possono inoltre usare qualunque tipo di equip, ma non possono utilizzare la magia. La vera differenza rispetto ai GDR della Square è il sistema di avanzamento delle caratteristiche: gli umani, infatti, non acquisiscono esperienza con i combattimenti, bensì necessitano di specifiche pozioni acquistate nei negozi per incrementare le proprie statistiche.
Mutantidispongono solo di quattro spazi liberi utilizzabili nel proprio inventario, mentre gli altri sono già occupati da magie e abilità innate, che cambiano in modo casuale durante l'avventura. I mutanti possono anche acquistare libri di magia nei negozi e il loro avanzamento si basa sul numero di combattimenti svolti: le loro caratteristiche aumentano con il numero di nemici sconfitti.
MostriRappresentano la parte più innovativa del gioco. Le diverse creature tra cui si può scegliere all'inizio del gioco sono infatti gli stessi avversari incontrabili nei vari combattimenti. I mostri non possono equipaggiare né oggetti né magie e le loro caratteristiche non aumentano ma, dopo ogni combattimento, possono nutrirsi dei nemici caduti, trasformandosi così in un mostro più forte o più debole, a seconda dell'avversario.
In generale, ogni membro del party possiede quattro caratteristiche:
- La forza è il parametro che determina i danni negli scontri fisici con le armi che si basano su questa caratteristica, come spade o asce.
- L’agilità influisce sulla precisione di questi attacchi, la probabilità di evitarli e l'ordine di attacco, oltre che il danno inflitto con le armi che si basano su di essa, come sciabole e proiettili.
- Gli Heart Points o HP quantificano il numero di danni che un personaggio può subire prima di morire.
- Il mana rappresenta la potenza delle magie e la riserva di energia magica.

L'innalzamento di questi parametri è cosiddetto Level Up, Livello Successivo. Il limite massimo degli HP è 999 mentre gli altri parametri non raggiungono più di 100.
Diversamente dagli altri Final Fantasy gli oggetti, armi e magie sono utilizzabili solo per un numero determinato di volte, dopodiché l'oggetto sparisce. Anche le magie si contano ad utilizzi e necessitano di riposo in una locanda per essere ripristinate.
È possibile equipaggiare fino ad 8 skills (abilità del personaggio) o pezzi d'equipaggiamento. Possono essere magie, oggetti, tecniche o pezzi d'equipaggiamento che possono essere armi, scudi, armature, accessori, scarpe ed elmi. Gli equipaggiamenti influenzano le caratteristiche dei personaggi.
Il gioco prevede scontri a turni casuali, che si svolgono sulla mappa del mondo o nei dungeon via via attraversati. Il sistema di combattimento permette scontri con fino a 27 mostri contemporaneamente, raggruppandoli in un'unica immagine e indicandone il numero di fianco al nome.

## Seguiti
Il gioco rappresenta il primo capitolo di una trilogia, continuata con Final Fantasy Legend II e Final Fantasy Legend III.